# Myiozetetes
Myiozetetes es un género de aves paseriformes perteneciente a la familia Tyrannidae, que agrupa a especies nativas de la América tropical (Neotrópico), cuyas áreas de distribución se encuentran desde México a través de América Central y del Sur hasta el noreste de Argentina. A sus miembros se les conoce por el nombre popular de bienteveos.

## Etimología
El nombre genérico masculino «Myiozetetes» se compone de las palabras del griego «muia, muias» que significa ‘mosca’, y «zētētēs» que significa ‘perseguidor’.

## Características
Las aves de este género son tiránidos de tamaño mediano y picos cortos y rechonchos, dos de ellas con patrón de la cabeza blanco y negro bien marcante y dos de ellas más apagadas. Todas, menos Myiozetetes luteiventris, son barullentas, comunes, conspícuas y prefieren hábitats de crecimientos secundarios.

## Taxonomía
Los amplios estudios genético-moleculares realizados por Tello et al. (2009) descubrieron una cantidad de relaciones novedosas dentro de la familia Tyrannidae que todavía no están reflejadas en la mayoría de las clasificaciones. Siguiendo estos estudios, Ohlson et al. (2013) propusieron dividir Tyrannidae en cinco familias. Según el ordenamiento propuesto, Myiozetetes permanece en Tyrannidae, en una subfamilia Tyranninae Vigors, 1825, en una tribu Tyrannini Vigors, 1825, junto a Pitangus, Philohydor, Machetornis, Tyrannopsis, Megarynchus, Myiodynastes, Conopias (provisoriamente), Phelpsia (provisoriamente), Empidonomus, Griseotyrannus y Tyrannus.

## Lista de especies
Según las clasificaciones del Congreso Ornitológico Internacional (IOC), y Clements Checklist/eBird, el género agrupa a las siguientes especies con el respectivo nombre popular de acuerdo con la Sociedad Española de Ornitología (SEO):
| Imagen | Nombre científico        | Autor                | Nombre común          | Estado de conservación | Distribución |
| ------ | ------------------------ | -------------------- | --------------------- | ---------------------- | ------------ |
|        | Myiozetetes cayanensis   | (Linnaeus, 1766)     | bienteveo alicastaño  | LC                     |              |
|        | Myiozetetes similis      | (Spix, 1825)         | bienteveo sociable    | LC                     |              |
|        | Myiozetetes granadensis  | Lawrence, 1862       | bienteveo cabecigrís  | LC                     |              |
|        | Myiozetetes luteiventris | (P.L. Sclater, 1858) | bienteveo pechioscuro | LC                     |              |